# 邁克·溫克爾曼
邁克爾·約瑟夫·溫克爾曼（英語：Michael Joseph Winkelmann，1981年6月20日—）較廣為人知的是其化名Beeple，是一位美國數位藝術家、平面設計師和動畫師，以銷售NFT聞名。他在他的藝術作品中使用各種媒介來創作出帶有滑稽、幻覺的作品，並以流行文化人物作為參考的同時進行政治和社會評論。英國拍賣行佳士得稱他為「走在NFT的前端的有遠見數位藝術家」。Beeple於2020年10月進入NFT領域，並稱讚Pak提供了他關於銷售NFT的第一堂「入門」。與《每一天：前5000天》（他的《每一天》作品系列的拼貼畫）相關的NFT於2021年3月12日以6900萬美元的加密貨幣價格出售給NFT的投資者。這是佳士得拍賣的第一個虛體NFT。該拍賣行此前曾在2020年10月以約13萬美元的價格出售了《Block 21》，是個帶有實物畫的NFT。

## 早年生活
溫克爾曼出生於1981年6月20日。他在威斯康辛州北豐迪拉克長大。他的父親是一名電氣工程師，母親在一間老年中心工作。溫克爾曼於2003年畢業於普渡大學，主修電腦科學。

## 藝術生涯

### 《每一天》
溫克爾曼於2007年5月1日開始創作《每一天》，即每天創作一件藝術作品。該計畫正在進行中，已經創作了連續5000多天的數位藝術品。溫克爾曼曾討論過，即使在不方便的日子裡也要完成一件藝術作品，比如在他的結婚日和他孩子的出生日。該計畫是受到湯姆·賈德（Tom Judd）的啟發，他在一年的時間裡每天畫一幅畫。溫克爾曼認為這有助於磨練他的繪畫技巧，在接下來的幾年裡，他每年專注於一種技能或媒介，包括2012年的Adobe Illustrator和2015年的Cinema 4D。溫克爾曼的作品經常描繪反烏托邦的未來，以及使用流行文化或政治中的知名人物來諷刺時事。溫克爾曼的一些作品被納入路易威登的2019年春夏成衣系列。

### 銷售NFT
2021年2月，溫克爾曼開始出售NFT，即與藝術品相關的數位代幣，其所有權由區塊鏈驗證。前兩個BeepleNFT皆在ETHDenver的拍賣會上出售，多數是於2020年11月在Nifty Gateway出售。其中有個名叫《十字路口》（Crossroad）的NFT，將根據2020年美國總統選舉的勝選者而拆分兩部動畫並擇一售出，它以66,666.66美元的價格成交，並於2021年2月以670萬美元轉售。與《每一天：前5000天》相關的NFT，即《每一天》系列圖片的拼貼畫，於2月25日在佳士得拍賣，2021年3月11日以6.94萬美元成交。這是第一個由傳統拍賣行出售的NFT，也是佳士得拍賣會上首次能用以太幣支付的拍賣。2021年3月，Beeple將NFT稱為「非理性繁榮的泡沫經濟」。
2021年11月9日，Beeple的一件藝術品《人類一號》（HUMAN ONE）在佳士得以28,958,000美元的價格售給收藏家瑞安·祖勒（Ryan Zurrer）。該藝術品為一座7英尺高的雕塑，既是件生成性的藝術作品也是件動態變化的混合雕塑，無論是物理上還是數位上。Beeple將這件藝術品描述為「第一幅誕生於元宇宙的人類肖像」。這是藝術家創作的第一件兼具雕塑和NFT成分的重要作品。拍賣後，《人類一號》於2022年4月在里沃利城堡當代藝術博物館展出。這是藝術家的首次博物館展覽。隨後，作品於M+博物館展出，標誌著該作品的亞洲首演，也是藝術家在亞洲的首次個展。2023年3月13日，Beeple Studios在南卡羅來納州查爾斯頓開業。它是一座佔地50,000平方英尺的建築，設有藝術家的工作室，並設有13,000平方英尺的畫廊和13,000平方英尺的體驗空間。

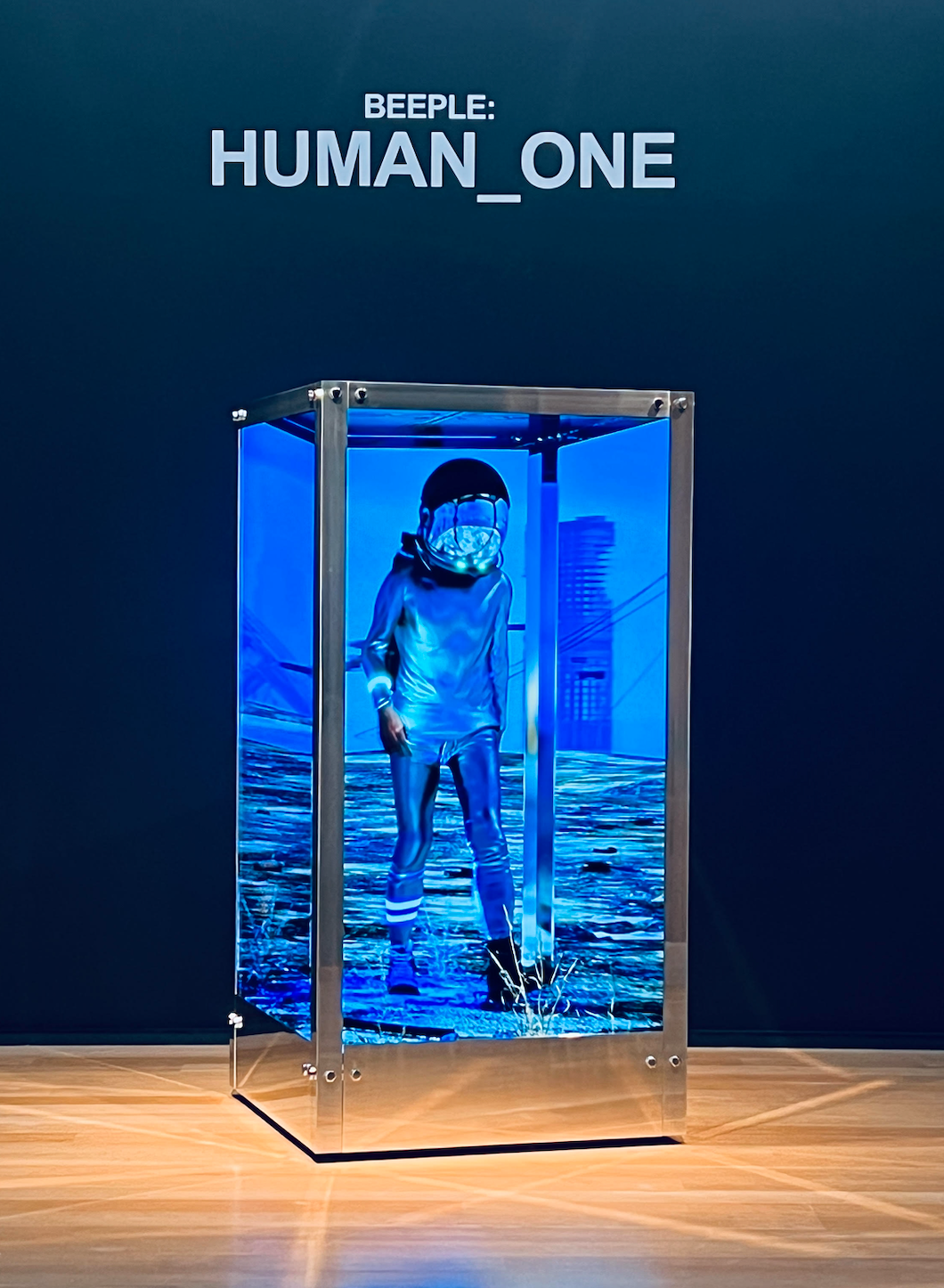
Beeple的《人類一號》

## 個人生活
溫克爾曼於2017年從威斯康星州搬到南卡羅來納州北查爾斯頓。他已婚並育有兩個孩子。

## 外部連結
- Beeple Crap website （页面存档备份，存于）
- Mike Winkelmann的X（前Twitter）